# Kulturhuset (Stockholm)

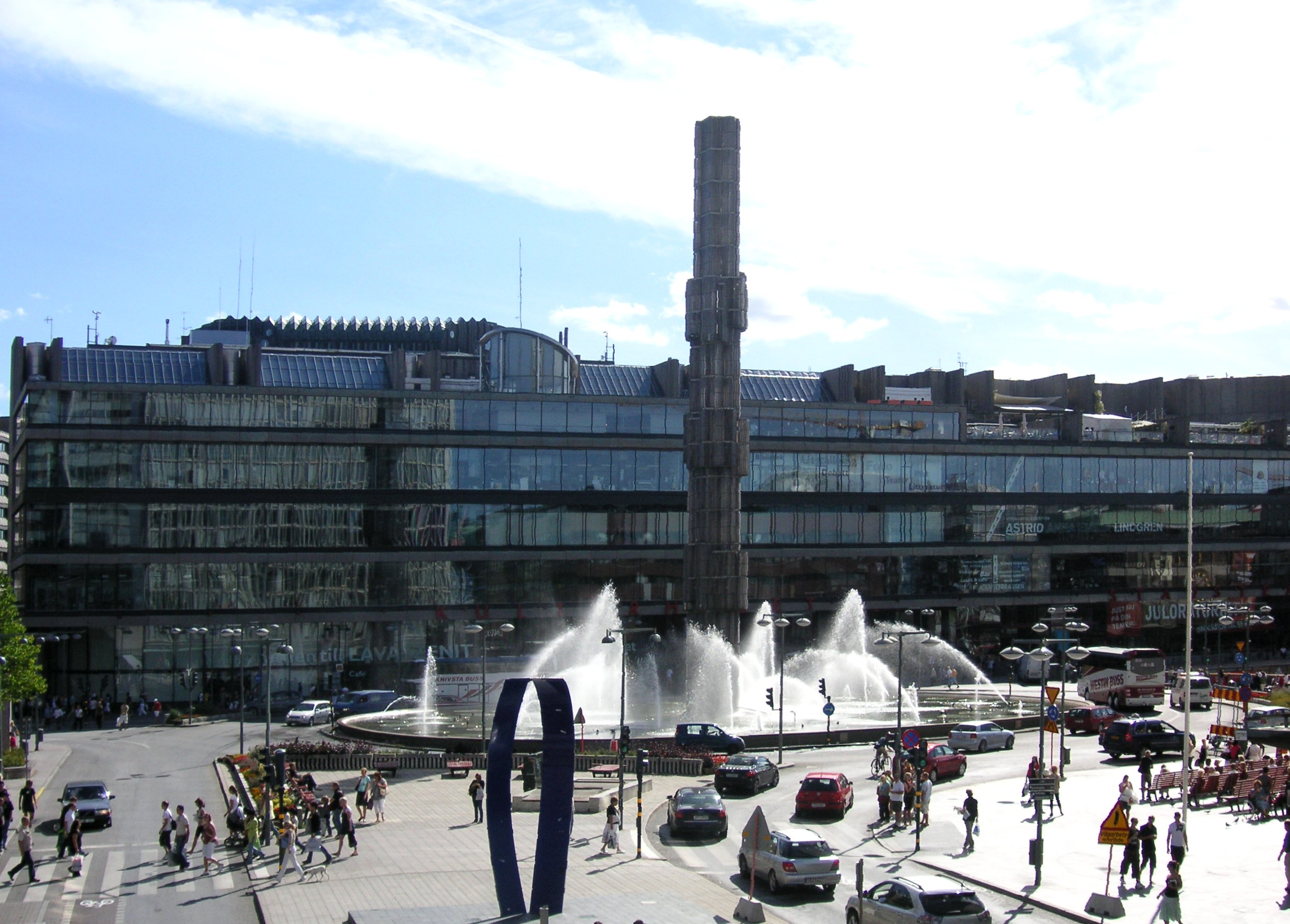
Kulturhuset in Stockholm

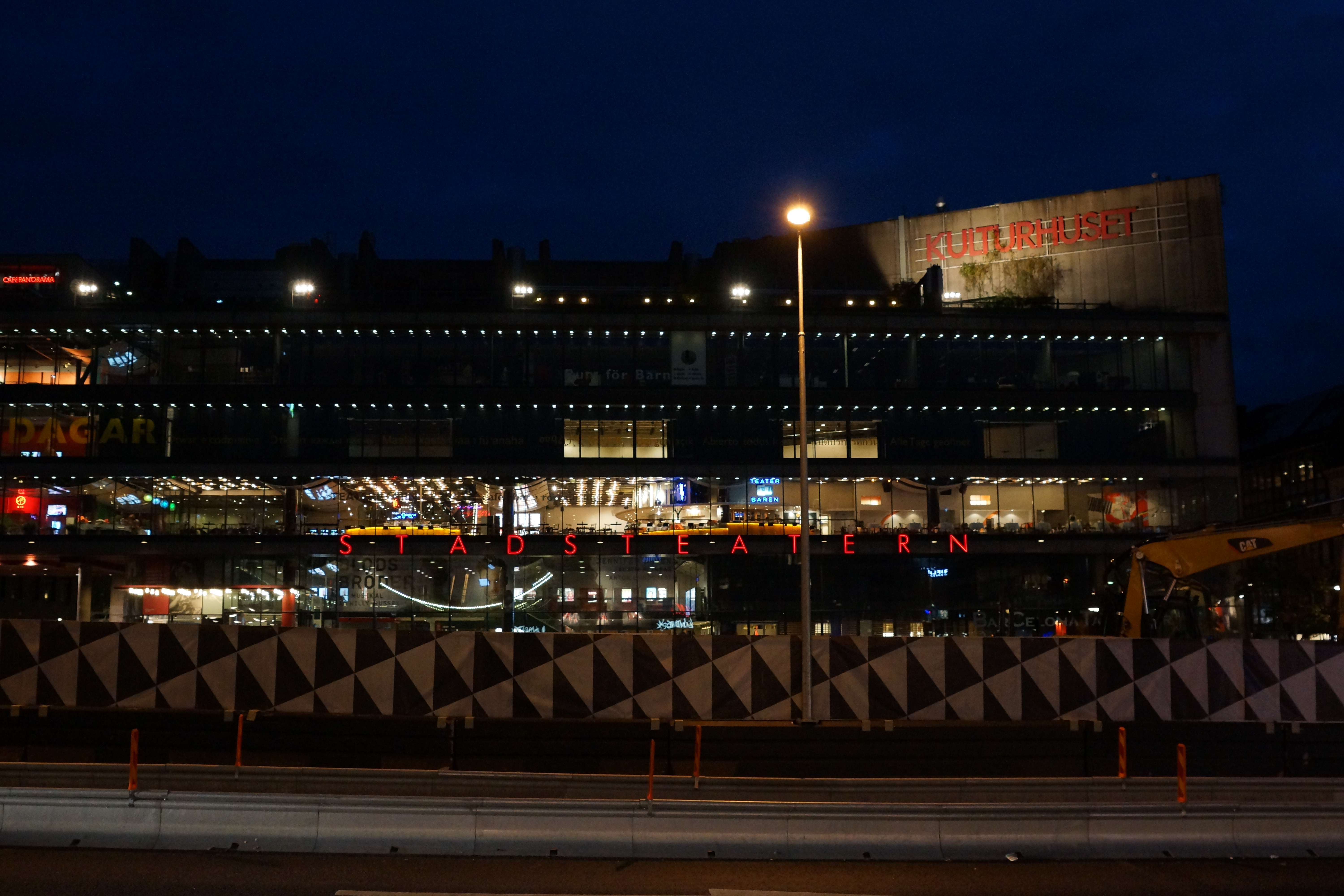
Kulturhuset in der Dunkelheit

Das Kulturhuset ist ein Kulturzentrum im Stadtteil Norrmalm in Stockholm.

## Geschichte
Der Beschluss, ein Kulturzentrum in der Stadtmitte Stockholms zu schaffen, wurde im Zuge der Stadterneuerungen während der 1950er und 1960er Jahre gefasst. Der Neubau sollte der kommerziellen Nutzung der Innenstadt Stockholms gegenwirken. 1965 startete die Stadtverwaltung einen Architekturwettbewerb, den der Architekt Peter Celsing mit seinem Vorschlag gewann. 1975 wurde das Kulturhuset eröffnet.
Vorangegangen war der Bau des Moderna Museet, das einen Teil des Projektes zur Errichtung kulturellen Raums in Stockholm beitrug. Eine Arbeitsgruppe mit Pontus Hultén plante nun, mit dem Kulturhuset einen erweiterten Kunstbegriff zu fördern, der die Alltagskultur und die Möglichkeiten des Handwerks und der Industrie ("Gatans stämning och verkstadens möjligheter") zeigt.
Während des Umbaus des Reichstagsgebäudes in Stockholm tagte das schwedische Parlament provisorisch im Kulturhuset. Im dort angrenzenden Hotel richtete man die dazugehörigen Büros der Beamten ein, bis die Renovierungen 1983 abgeschlossen waren.